# قرقرة (موقع أثري)
قرْقرة، المعروفة أيضًا باسم الخربة، هو موقع أثري يقع في بلدية العامرة (حوزعين الدفلى)، يضم العديد من الآثار التي تعود إلى الفترة الرومانية، بما في ذلك منشآت تحت الأرض للتخزين، بالإضافة إلى بقايا تعود للعصر الإسلامي، منها سور يُعتقد أنه يعود إلى القرن الثالث عشر أو الرابع عشر ميلادي. تبقت حاليًا فقط الأطلال نتيجة انهيار جزء منها بسبب الزلزال الذي ضرب المنطقة في عام 1980.